# マイケル・シンターニクラス
マイケル・シンターニクラス（Michael Sinterniklaas、1972年8月13日 -）は、アメリカ合衆国の男性声優、音響監督、編集技師、レコーディング&ミキシング・エンジニア。録音スタジオ：NYAVポスト創設者。

## 人物
フランス・アルプ＝マリティーム県ニースで生まれ、イングランド・ロンドン、スイス・ルツェルン州ルツェルンなどで育ち、10歳でアメリカ合衆国に移住。ネバダ州ラスベガス、テキサス州オースティンで育つ。

ニューヨークのフィオレロ・H・ラガーディア音楽美術演劇高校を卒業後はノースカロライナ州の大学に進み、シェイクスピアについて学んだ。

## 参加作品

### テレビアニメ（出演）
1995年
- うる星やつら（諸星あたる）

2001年
- 機動警察パトレイバー（内海）

2002年
- 剣風伝奇ベルセルク
- 宇宙海賊ミトの大冒険
- ポケットモンスター（リュウジ）

2003年
- SAMURAI DEEPER KYO（アキラ）
- シャーマンキング（ホロホロ）
- ベンチャー・ブラザーズ（ディーン・ベンチャー）
- 破壊魔定光（やよいのボーイフレンド）
- The Fight for the Fox Box（レオナルド）
- ポケットモンスター アドバンスジェネレーション（ジョシュウ、ムサシのハブネーク）
- ミュータントタートルズ（レオナルド）

2004年
- Winx Club（レイヴァン）※4キッズエンタテインメント版
- F-ZEROファルコン伝説
- ごくせん（園村）
- 七人のナナ（神近優一）
- ソニックX（クリス〈18歳時〉）
- 鋼の錬金術師（レオ）
- 名探偵コナン（皆川克彦）
- ONE PIECE（ブードル）※4キッズエンタテインメント版

2005年
- ああっ女神さまっ（吉田昌平）
- おジャ魔女どれみ（杉山豊和）
- 銀河鉄道物語（オーウェン）
- SAMURAI 7（ソウベエ）
- GI Joe Sigma 6（カマクラ）
- ニニンがシノブ伝（タケル）
- 爆裂天使（ジェイ）
- PIANO（高橋一也）
- 遊☆戯☆王デュエルモンスターズ（神官マハード）

2006年
- Kappa Mikey（マイキー）
- ザ・バットマン（男）
- 勇者王ガオガイガー（獅子王凱）

2007年
- ああっ女神さまっ それぞれの翼（アナウンサー）
- スーパー・ノーマル（エリック・ノーマル、男、ウェイター、他）
- 火の鳥（マサト）
- 蟲師（イサザ）

2008年
- さぁイコー! たまごっち（ござるっち）
- Speed Racer: The Next Generation（ジャレッド、ジェシー）

2009年
- 黒神 The Animation（プニプニ）
- Teenage Mutant Ninja Turtles: Turtles Forever（レオナルド）
- BLEACH（ルピ・アンテノ、ノイトラ・ジルガ、メニス）

2010年
- スレイヤーズREVOLUTION（ゼロス）
- スレイヤーズEVOLUTION-R（ゼロス）
- 戦国BASARA（猿飛佐助）
- NARUTO -ナルト- 疾風伝（ソラ）
- 東のエデン（大杉智）
- MONSTER（ヤン・スーク）

2011年
- アイアンマン（翔）
- エックスメン（ラット、久子の父）
- 結界師（秋津秀）
- 最強合体 ミックスマスター（チュウヨウ）
- デュラララ!!
- バクマン。（真城最高）

2012年
- Care Bears: Welcome to Care-a-Lot（ベッドタイム・ベア、ファンシャイン・ベア）
- 戦国BASARA弐（猿飛佐助）
- NARUTO -ナルト- 疾風伝（ウタカタ）
- ブレイド（タナカ）
- Mad（レオナルド、スティーヴン・スピルバーグ、トム・クルーズ、アクアマン、イーサン・ハント、ニック）

2013年
- ZETMAN（男）
- TIGER & BUNNY（イワン・カレリン / 折紙サイクロン）
- デジモンクロスウォーズ（ルーチェモン）

2014年
- スペース☆ダンディ（弁護士）

2018年
- ポプテピピック（ピピ美〈第11話Bパート〉）

2020年
- GREAT PRETENDER

### 劇場アニメ（出演）
2003年
- 風の大陸（アルン・ハラド）
- 劇場版ポケットモンスター 水の都の護神 ラティアスとラティオス
- ジャングル大帝（トミー）

2009年
- スカイ・クロラ The Sky Crawlers（函南優一）

2011年
- サマーウォーズ（小磯健二）
- 東のエデン 劇場版I The King of Eden（大杉智）
- 東のエデン 劇場版II Paradise Lost （大杉智）

2012年
- 劇場版 戦国BASARA -The Last Party-（猿飛佐助）
- 映画 ベルセルク 黄金時代篇I 覇王の卵

2013年
- 劇場版 TIGER & BUNNY -The Beginning-（イワン・カレリン / 折紙サイクロン）

2014年
- ももへの手紙

2016年
- 君の名は。（立花瀧）
- サイボーグ009VSデビルマン（アルベルト・ハインリヒ）

2017年
- 打ち上げ花火、下から見るか? 横から見るか?（光石先生）
- 夜明け告げるルーのうた（カイ）

2018年
- 未来のミライ

2020年
- 天気の子（立花瀧）

2022年
- 機動戦士ガンダム ククルス・ドアンの島 （リツマ）
- 竜とそばかすの姫

### OVA（出演）
1994年
- バブルガムクライシス
- バブルガム・クラッシュ!

1995年
- A.D.POLICE

2000年
- 厄災仔寵（タカシ）

2001年
- アーシアン
- 冥王計画ゼオライマー（塞臥）
- 魔法使いTai!（吉本吉人）

2003年
- エイリアン9 （岩波ひろし）

2004年
- ガルフォース 新世紀編（ノバ）
- 高校鉄拳伝タフ（宮沢熹一）
- ハロー張りネズミ〜殺意の領分〜!!（七瀬五郎）
- MUNTO（高森和也）

2005年
- アクエリアンエイジSagaII〜Don't forget me…〜
- カクレンボ（ヒコラ）
- KIZUNA -絆-（佐賀野佳）
- KIZUNA|KIZUNA 2（佐賀野佳）
- Di Gi Charat劇場 ぴよこにおまかせぴょ!（カイ＝シュヴァイツァー）

2008年
- ふたりのジョー（結城譲）
- FREEDOM（タケル）

2010年
- 機動戦士ガンダムUC（アンジェロ・ザウパー、デニス、ベッソン）

2023年
- マジンカイザー 死闘!暗黒大将軍（悪霊将軍ハ―ディアス）

### Webアニメ（出演）
2012年
- Axis powers ヘタリア（オランダ）

2021年
- エデン
- スター・ウォーズ: ビジョンズ（ヘン・ジン）

### ゲーム（出演）
2003年
- Teenage Mutant Ninja Turtles（レオナルド）

2004年
- Teenage Mutant Ninja Turtles 2: Battle Nexus（レオナルド）

2005年
- Obscure（ケニー・マシューズ）
- TMNT: Mutant Melee（レオナルド）
- Teenage Mutant Ninja Turtles 3: Mutant Nightmare（レオナルド）

2008年
- 真・三國無双5（周瑜、甘寧）

2009年
- Teenage Mutant Ninja Turtles: Smash-Up（レオナルド）
- Teenage Mutant Ninja Turtles: Turtles in Time Re-Shelled（レオナルド、レザーヘッド）

2010年
- Shira Oka: Second Chances（小川一樹）
- 戦国BASARA3（猿飛佐助）
- ファイナルファンタジーXIII（オーファン）

2011年
- 真・三國無双6（周瑜、甘寧）
- Saints Row: The Third（ラジオの声）
- ファイナルファンタジーXIII-2

2013年
- NARUTO -ナルト- 疾風伝 ナルティメットストーム3（ウタカタ）

### 吹き替え（出演）
- キューティーハニー（2007年、轟刑事〈加瀬亮〉）
- 片腕マシンガール（2008年、日向ユウ〈川村亮介〉）
- 3%（2018年）
- Unauthorized Living（2019年、ダニエル）
- ルイス・ミゲル スターとして生きて（2021年、ルイス・ミゲル<2代目>）

### テレビドラマ（出演）
- マトロック（1994年、ピザ男）

### 実写映画（出演）
- クロウ/飛翔伝説（1994年、エキストラ）
- Flesh for the Beast（2003年、マーティン・シェリー）

### その他（出演）
- アドベンチャーズ・イン・ボイス・アクティング（2008年、本人出演）
- The High Fructose Adventures of Annoying Orange（2012年、パイナップルの声）

### テレビアニメ（スタッフ）
1995年
- うる星やつら（プロダクション・アシスタント）

2001年
- ヴァイスクロイツ（ボイスディレクター、脚色、ミキシング）
- 魔法使いTai!（ボイスディレクター、台本、ミキシング）

2002年
- 宇宙海賊ミトの大冒険（プロデューサー）
- 剣風伝奇ベルセルク（ADRディレクター、台本脚色、エンジニア、ミキサー、ADRエディター）

2003年
- SAMURAI DEEPER KYO（ボイスディレクター〈第1 - 5話〉、台本、ミキシング、エンジニア）
- 破壊魔定光（エンジニア&ミキサー）

2004年
- ごくせん（プロデューサー）
- 七人のナナ（ミキシング）
- 陸奥圓明流外伝 修羅の刻（ミキシング）

2005年
- ああっ女神さまっ（プロデューサー、ボイスディレクター〈第11 - 14話〉、ミキサー〈第5話〉）
- PIANO（ボイスディレクター）

2006年
- ニニンがシノブ伝（ADRディレクター）
- 勇者王ガオガイガー（ADRディレクター）

2007年
- ああっ女神さまっ それぞれの翼（音声プロデューサー）
- スーパー・ノーマル（サウンドエンジニア、ミキシングエンジニア）
- 火の鳥（ボイスディレクター、プロデューサー〈第7 - 13話〉、台本脚色〈第7 - 13話〉）

2008年
- Three Delivery（ボイスディレクター）

2009年
- 黒神 The Animation（ボイスディレクター、ミキシング、台本）

2010年
- スレイヤーズREVOLUTION（ADRディレクター、ラインプロデューサー）
- スレイヤーズEVOLUTION-R（ADRディレクター、ラインプロデューサー）
- Robotomy（ボイスディレクター、キャスティング・ディレクター）

2011年
- バクマン。（ADRディレクター）

2012年
- ピーターラビットのだいぼうけん（ボーカルディレクター）

2020年
- 機動戦士ガンダムSEED HDリマスター版（プロデューサー）
- GREAT PRETENDER（アシスタント・ボイスディレクター）

2021年
- 機動戦士ガンダムSEED DESTINY HDリマスター版（プロデューサー）

### 劇場アニメ（スタッフ）
2003年
- 風の大陸（ADRディレクター、エンジニア&ミキサー）
- ジャングル大帝（ボイスディレクター、脚色、ミキシング）

2011年
- Mia et le Migou（ADRディレクター、ADRプロデューサー、ADRレコーディングエンジニア、ADRミキサー）

2012年
- 宇宙ショーへようこそ（ミキシング）
- 映画 ベルセルク 黄金時代篇I 覇王の卵（ADRディレクター）

2012年
- パリ猫ディノの夜（プロデューサー、脚色）

2014年
- ももへの手紙（ADRディレクター、レコーディングエンジニア）

2015年
- 009 RE:CYBORG（ボイスディレクター）

2016年
- 君の名は。（ADRディレクター）
- 西遊記 ヒーロー・イズ・バック（ADRリレコーディスト）

2017年
- 打ち上げ花火、下から見るか? 横から見るか?（ADRディレクター）
- ひるね姫 〜知らないワタシの物語〜（ボイスディレクター）
- ぼくの名前はズッキーニ （プロデューサー、台本脚色、サウンドミキサー）
- 夜明け告げるルーのうた（プロデューサー、ボイスディレクター、サウンドミキサー）

2018年
- 未来のミライ（プロデューサー、ADRディレクター、レコーディングエンジニア）

2019年
- 劇場版 マジンガーZ ／ INFINITY（製作総指揮、ボイスディレクター、キャスティング）
- 白蛇: 縁起（プロデューサー、ボイスディレクター）

2020年
- 海獣の子供（アディショナル・ボイスディレクター）
- きみと、波にのれたら（プロデューサー、ボイスディレクター、レコーディング・エンジニア）
- 天気の子（プロデューサー、ADRディレクター）

2022年
- 竜とそばかすの姫（プロデューサー、ボイスディレクター）

### OVA（スタッフ）
1994年
- バブルガムクライシス（アシスタント・ボイスディレクター、ダイアログエディター）
- バブルガム・クラッシュ!（ダイアログエディター、プロダクション・アシスタント、ダビング）

1995年
- A.D.POLICE（ボイスディレクター、オーディオエンジニア、ミキシング、プロデューサー、ダイアログエディター、ダビング）

1996年
- 真魔神伝 - バトルロイヤルハイスクール（ボイスディレクター、オーディオエンジニア、ミキシング、プロデューサー、ダイアログエディター）

2000年
- 厄災仔寵（ADRディレクター、台本脚色、オーディオミキサー）

2001年
- 淫獣 ねらわれた花嫁（ボイスディレクター）
- TWIN SIGNAL（ADRディレクター、台本脚色）
- 魔法使いTai!（ボイスディレクター、台本、ミキシング）

2004年
- ジャイアントロボ THE ANIMATION -地球が静止する日（ADRディレクター、脚色、ミキシング）※メディアブラスター版
- ハロー張りネズミ〜殺意の領分〜!!（ADRディレクター、エンジニア）

2005年
- アクエリアンエイジSagaII〜Don't forget me…〜（サウンドエンジニア）

2008年
- FREEDOM（ADRディレクター、台本、ADRエンジニア）

2010年
- 機動戦士ガンダムUC（ボイスディレクター、台本脚色）

2017年
- 機動戦士ガンダム THE ORIGIN（ADRディレクター、レコーディングエンジニア、ミキシング）

### Webアニメ（スタッフ）
2020年
- ミッドナイト・ゴスペル（キャスティング）

2021年
- エデン（ボイスディレクター）
- スター・ウォーズ: ビジョンズ（ボイスディレクター、台本）

### 吹き替え（スタッフ）
- タオの月（2001年、演出、台本脚色、ミキシング）
- 惑星大怪獣ネガドン（2006年、ミキシング）
- キューティーハニー（2007年、プロデューサー、ADR台本、ミキシング）
- 片腕マシンガール（2008年、ADRプロデューサー）
- リアリティZ（2020年、ボイスディレクター、キャスティング）

### 実写映画（スタッフ）
- Calling Bobcat（2000年、サウンド）
- Never Again（2001年、ダイアログエディター）